# قصه بلند (فیلم)
قصه بلند (به انگلیسی: Tall Tale) فیلمی محصول سال ۱۹۹۵ و به کارگردانی جرمیا اس. چچیک است. در این فیلم بازیگرانی همچون اسکات گلن، اولیور پلات، نیک استال، استیون لانگ، کورنبرگ آرون براون، کاترین اوهارا، پاتریک سوویزی، مویرا هریس، جو گریفاسی، جان پی. رایان، اسکات ویلسون، جرد هریس، ویلیام اچ میسی، برت کرامر و بورگس مریدیت ایفای نقش کرده‌اند.